# Ares e Afrodite (9248)
Ares e Afrodite è un affresco rinvenuto nella casa delle Nozze di Ercole a Pompei e custodito all'interno del Museo archeologico nazionale di Napoli.

## Storia
Ubicato al centro della parete ovest del tablino, l'affresco venne realizzato tra il 45 e il 79. La pittura, ritrovata il 24 giugno 1820, diede uno dei due nomi, quello di Marte e Venere, con cui è conosciuta la casa nel quale fu rinvenuto; successivamente fu staccato per ricavarne un quadro.

## Descrizione
L'affresco segue un impianto a forma piramidale, di stampo ellenistico: al centro della scena è Afrodite, dalla pelle chiara, con un manto che le copre le gambe e adornata da gioielli come un diadema nei capelli, orecchini di perle, catella tra i seni e fianchi, armille e cavigliere; nella mano destra regge la lancia di Ares: il dio, dalla carnagione scura, è seduto, vestito con un manto color porpora e con la mano destra tiene il mantello che in parte ricopriva Afrodite, scoprendone i seni. In altro a sinistra, al di sopra di uno scudo, vola un amorino che gioca con la spada di Ares, mentre ai piedi della coppia di amanti è un altro amorino che sfila dal suo capo un elmo.